# Krešimir Čuljak
Krešimir Čuljak, född den 18 september 1970 i Zagreb i Kroatien, är en kroatisk roddare.
Han tog OS-brons i åtta med styrman i samband med de olympiska roddtävlingarna 2000 i Sydney.